# Первушино (аэродром)

Первушино (АНО ДПО «Уфимский учебно-методический центр малой авиации») — спортивный аэродром в городе Уфе. Расположен в селе Первушино. Используется как аэродром малой авиации, база для прыжков с парашютом.

## Общая информация
Аэродром открыт в мае 2011 года, располагается к северо-западу стороны Уфы около села Первушино. Значительную роль в организации работы аэродрома сыграл Сергей Минигулов, ныне Президент общероссийской общественной организации "Федерация авиации общего назначения России". По его словам, основной профиль аэродрома – это авиационный туризм и подготовка лëтного состава.

#### Характеристика аэродрома
- Аэродром с грунтовым покрытием, общая площадь - 116 Га
- Три полосы: 450, 750, 1200 метров

На территории аэродрома действуют: 
- Авиационный учебный центр (АНО "Уфимский учебно-методический центр малой авиации");
- Вертолётный центр "АэроСоюз-Уфа"[3];
- Автожирный центр "Магни Гиро Рус"[3];
- Пилотажная группа;
- Клуб частных пилотов;
- Кафе на 100 мест, оборудованное верхней смотровой площадкой;
- Гостиница на 11 мест;

- Охраняемые ангары;
- Стоянка самолётов и автомобилей.

Помимо подготовки пилотов малой авиации, осуществляется производство и продажа самолётов "Саванна" и "Альтаир-10", техническое обслуживание и сервис средств малой авиации. Ранее существовал парашютный центр, однако по состоянию на 2021 год его деятельность прекращена.

## Мероприятия
На территории аэродрома проводятся различные мероприятия, как авиационные шоу, так и различные мероприятия, посвящённые государственным праздникам и памятным датам. Самым крупным мероприятием является слёт авиаторов - "Открытое небо", на который собираются энтузиасты сверхлёгкой авиации со всей страны.
В 2016 году состоялся рок-фестиваль "ParkFest", однако в 2017 году провести аналогичный фестиваль не удалось. 
Осенью 2022 года на базе аэродрома началось проведение трехдневных курсов подготовки для потенциальных мобилизованных.

## Достижения
Аэродром «Первушино» признан лучшим аэродром АОН России - 2018.

## Происшествия
1 сентября 2013 года в озеро Ильмурзино упал лёгкий самолёт «Бекас», базировавшийся на аэродроме, пилот и пассажир погибли. Сообщалось, что самолёт не имел действующего сертификата лётной годности. По заявлению МАК, катастрофа самолёта Х-32 «Бекас» RA-1264G произошла в результате выполнения пилотом фигур сложного пилотажа, запрещённых для выполнения на данном типе воздушного судна.
2 июля 2016 года во время проведения Всероссийского слёта любителей авиации совершил жесткую посадку экспериментальный легкомоторный самолёт АКМ-5 «Триумф», погибших и пострадавших не было.
5 июля 2016 года, во время того же мероприятия, совершил жесткую посадку мотопараплан, пилот госпитализирован.

## Галерея

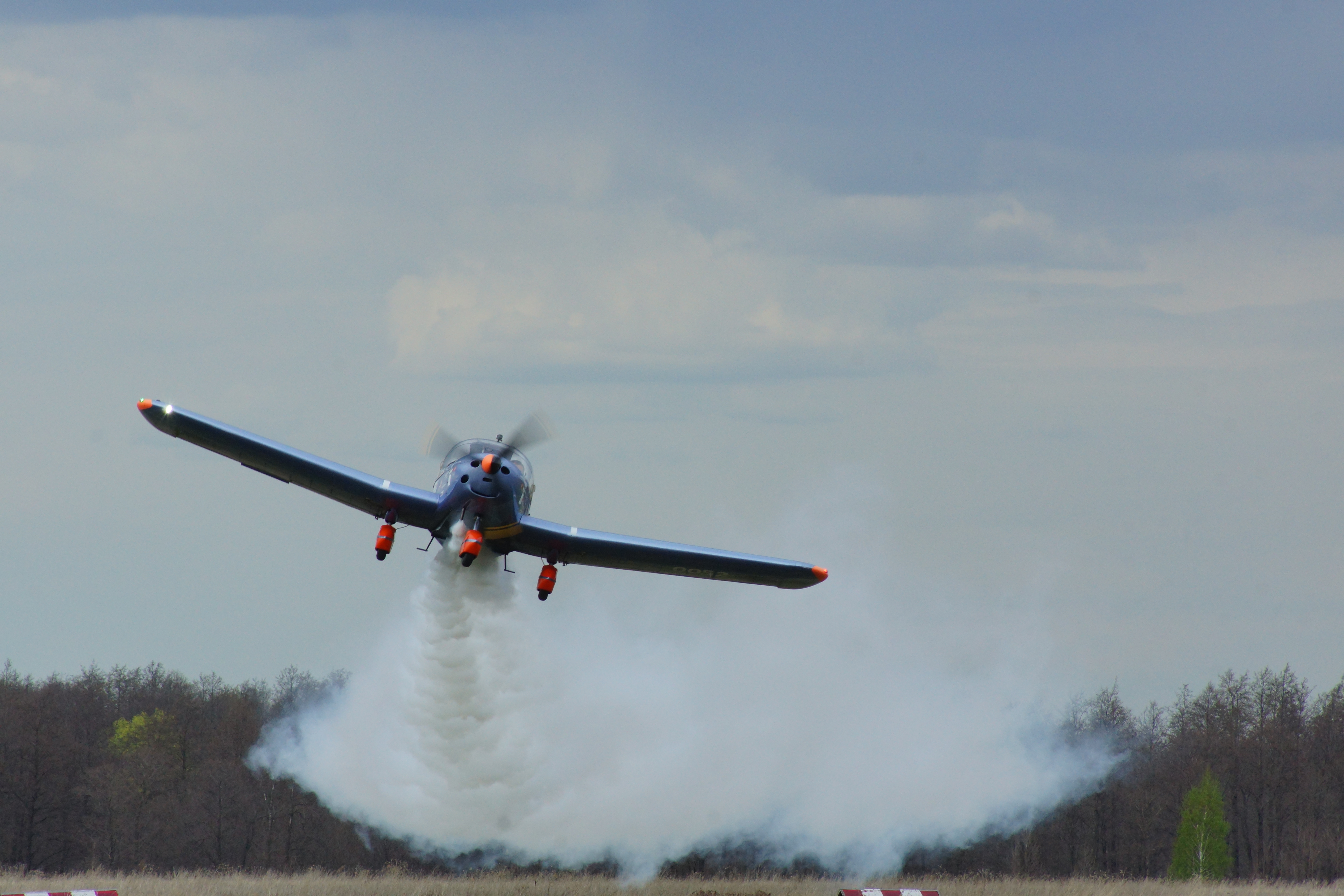
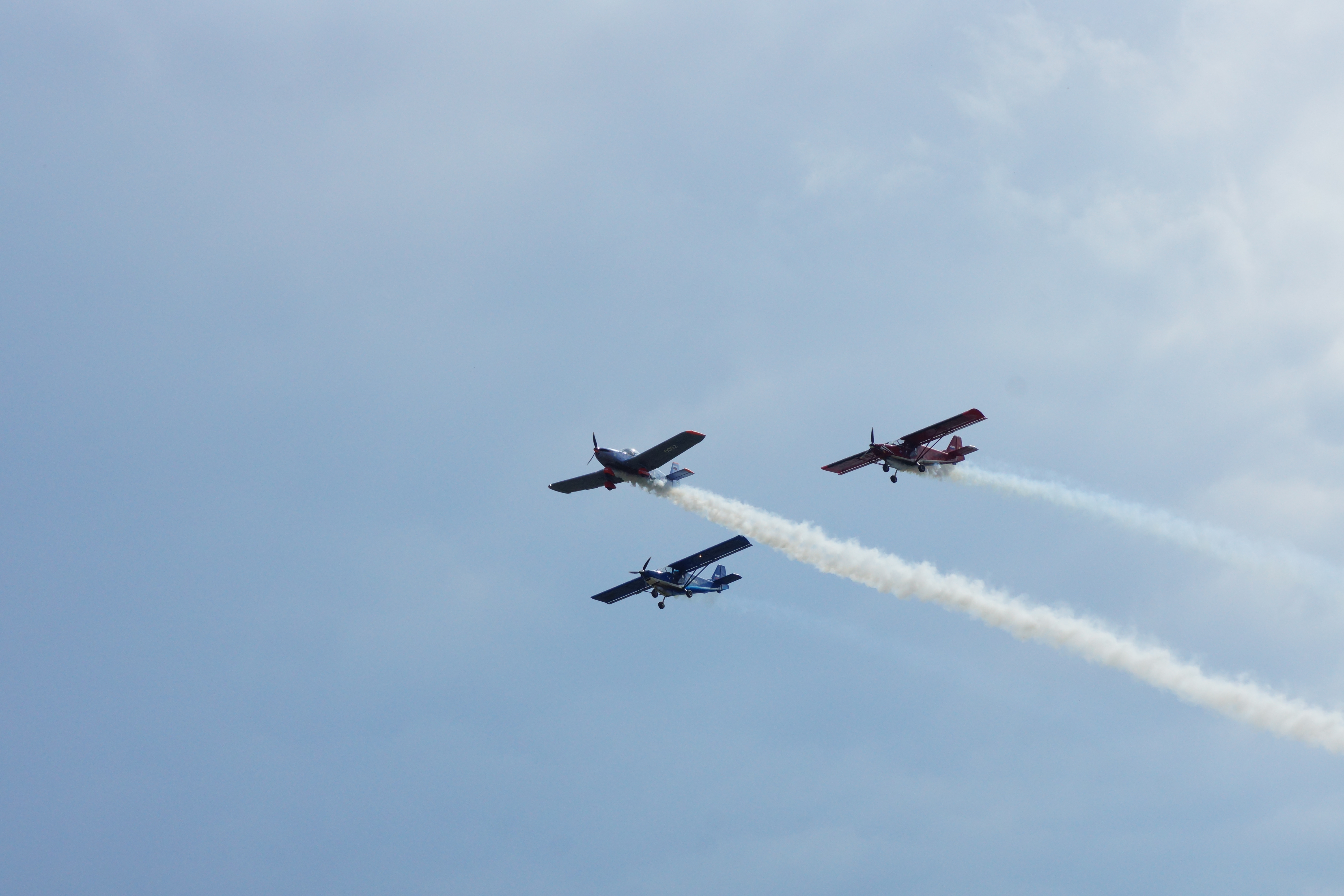
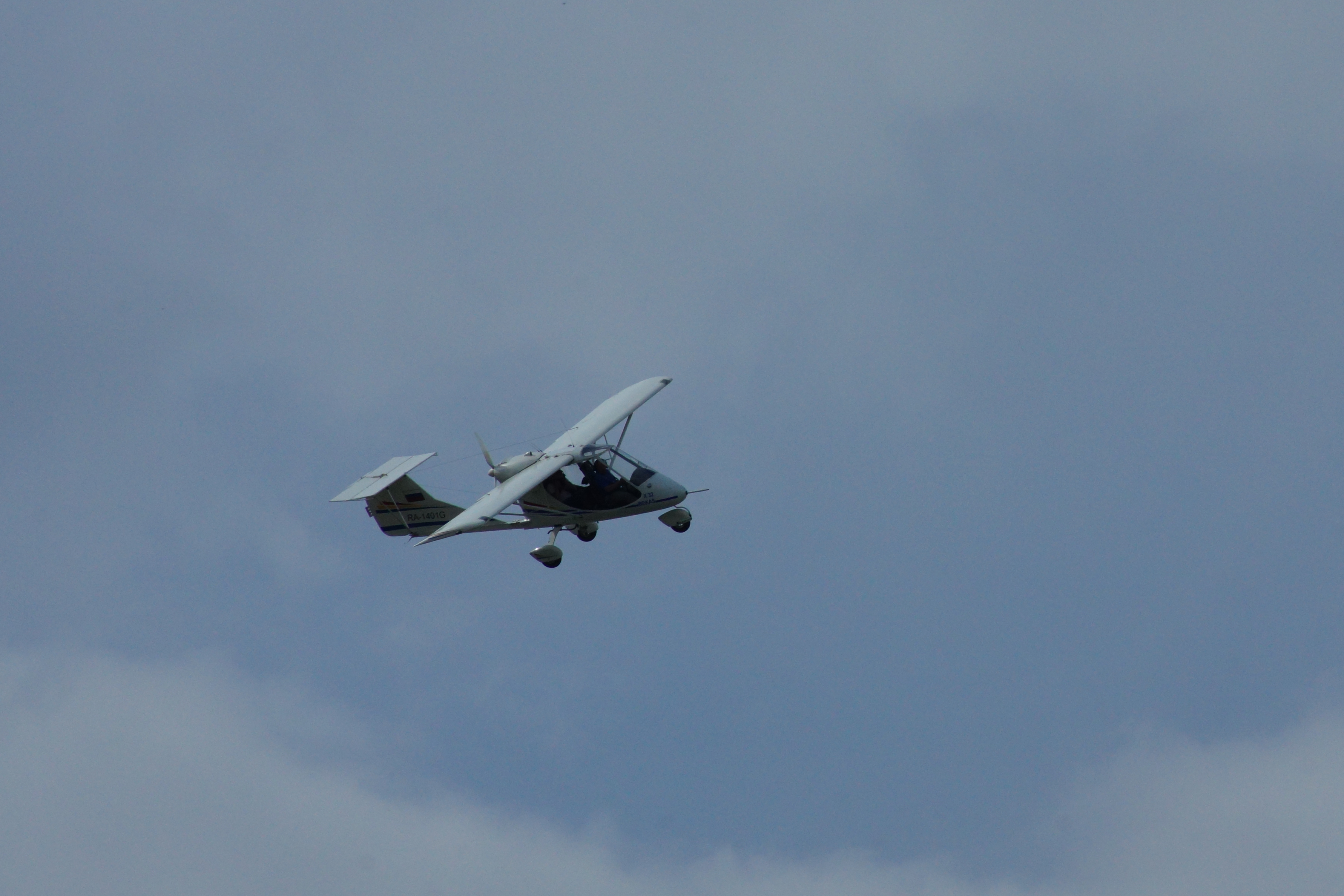
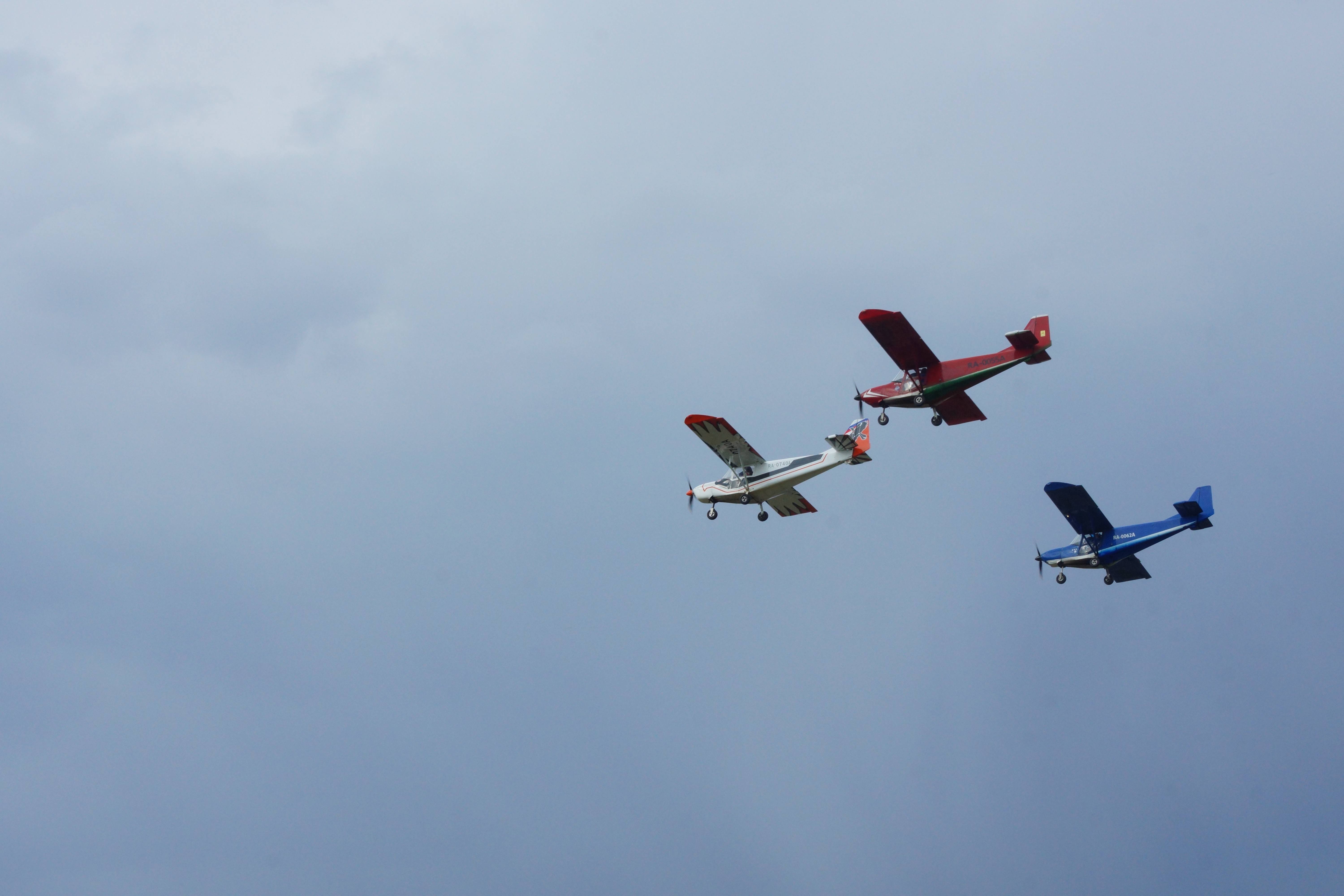
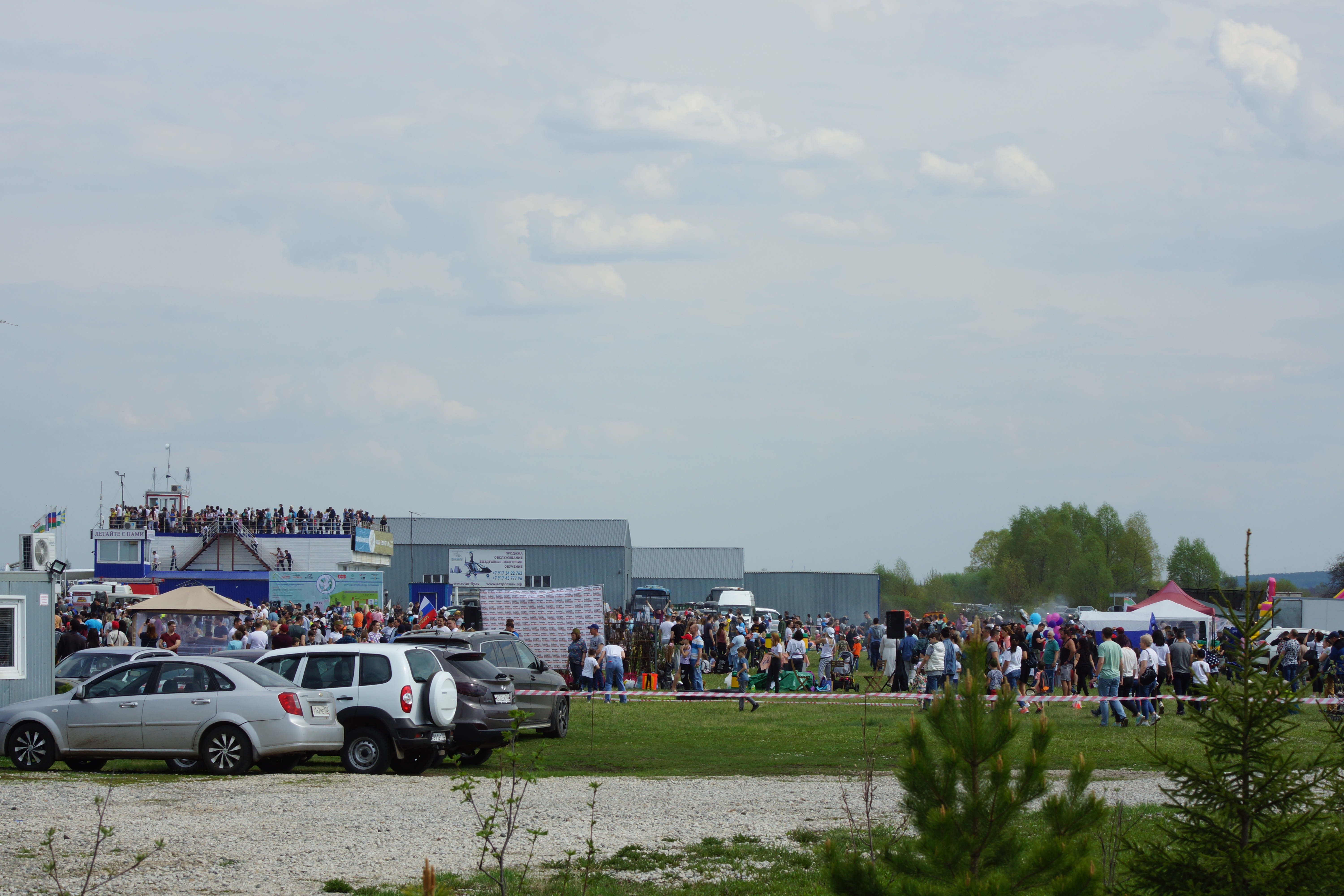
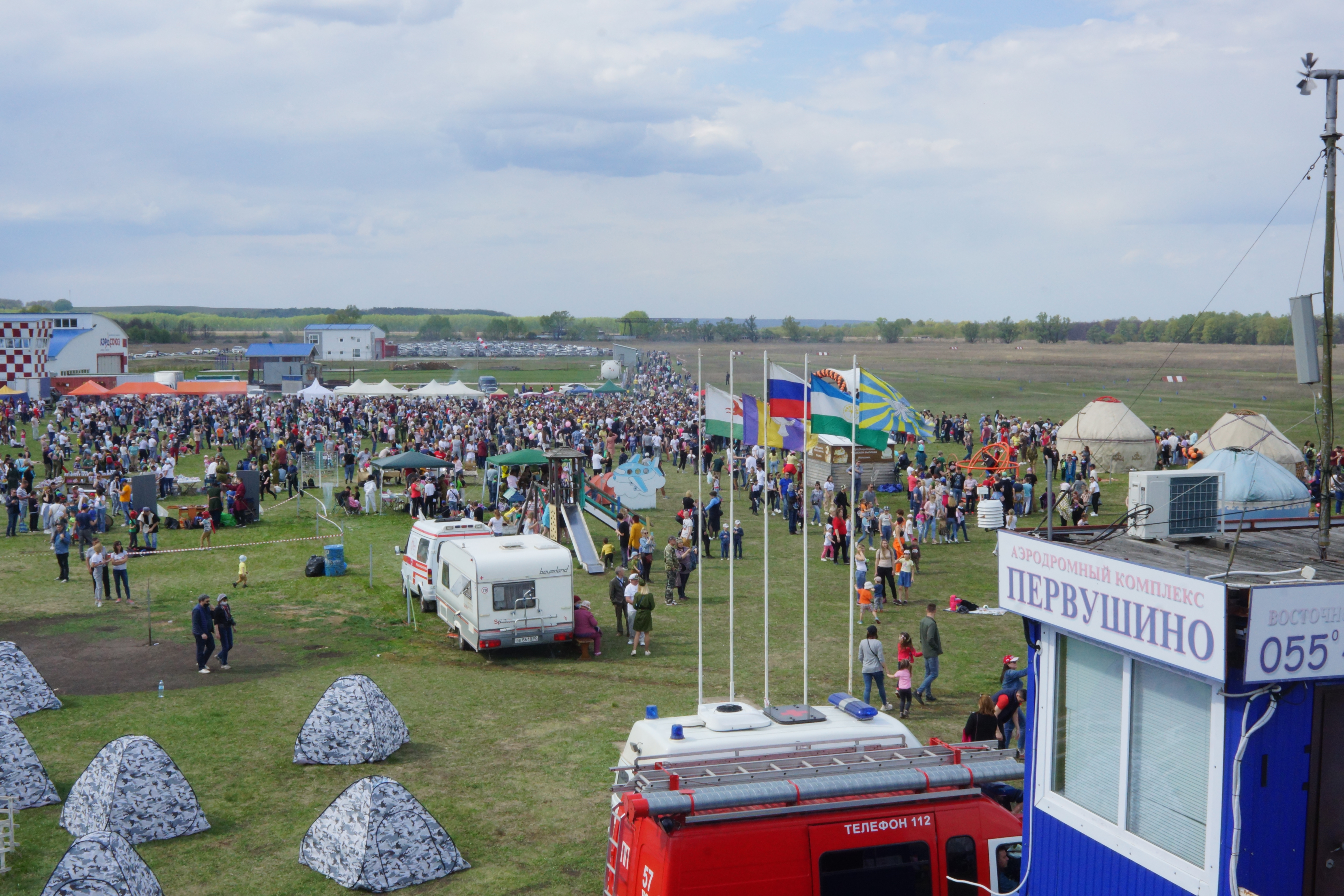
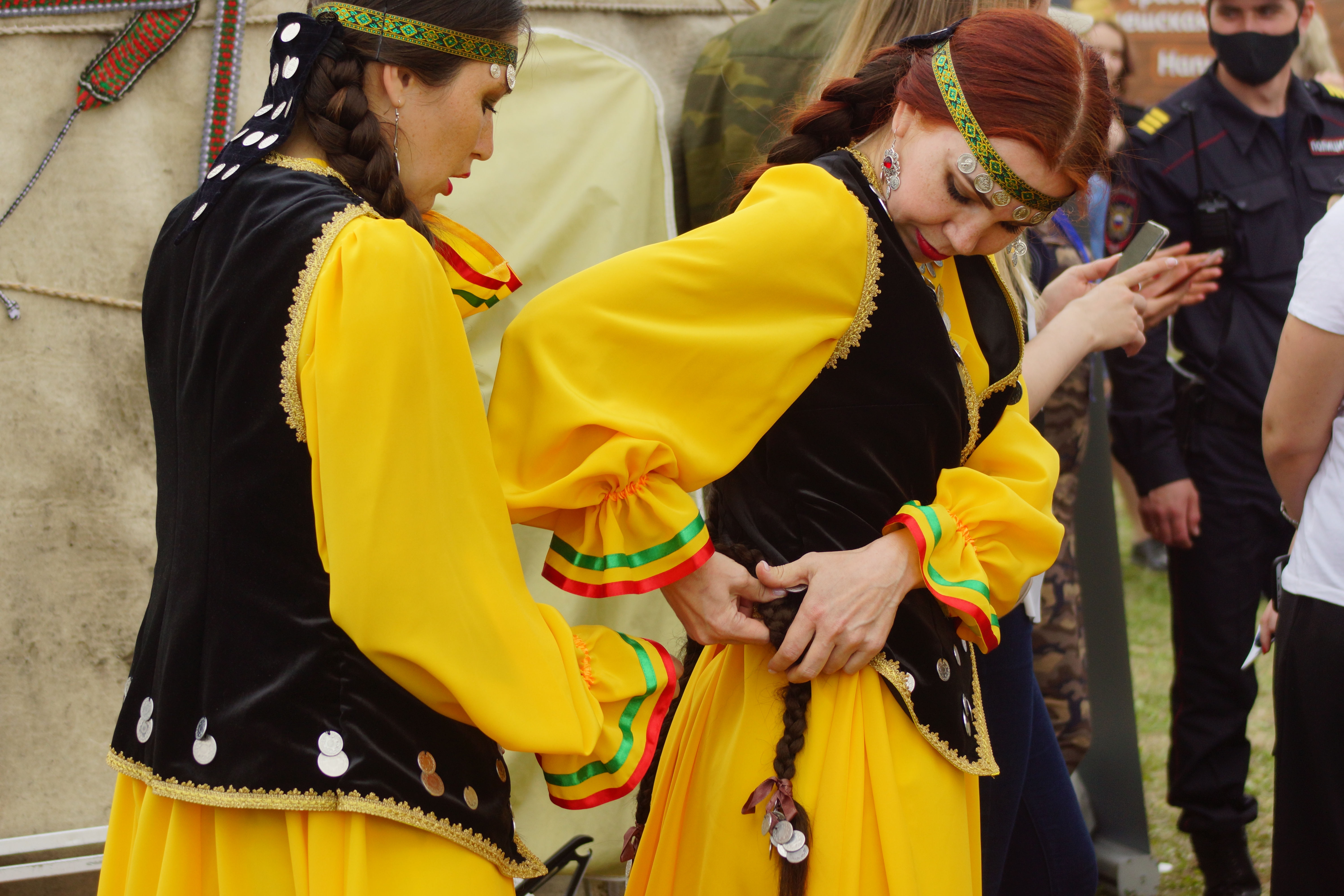
Танцовщицы готовят костюмы перед выступлением